# Eastlake, Ohio
Eastlake là một thành phố thuộc quận Lake, tiểu bang Ohio, Hoa Kỳ. Năm 2010, dân số của thành phố này là 18577 người.

## Dân số
- Dân số năm 2000: 20255 người.
- Dân số năm 2010: 18577 người.